# تشارلز إي. تورنر
تشارلز إي. تورنر (بالإنجليزية: Charles E. Turner)‏ هو سياسي أمريكي، ولد في 13 سبتمبر 1886 في ريتشاردسون في الولايات المتحدة، وتوفي في 5 مارس 1936 في دالاس في الولايات المتحدة. حزبياً، نشط في الحزب الديمقراطي.